# Saint-Just-de-Claix
Saint-Just-de-Claix är en kommun i departementet Isère i regionen Auvergne-Rhône-Alpes i sydöstra Frankrike. Kommunen ligger i kantonen Pont-en-Royans som tillhör arrondissementet Grenoble. År 2022 hade Saint-Just-de-Claix 1 381 invånare.

## Befolkningsutveckling
Antalet invånare i kommunen Saint-Just-de-Claix
Referens:INSEE